# Hemithyrsocera robertsi
Hemithyrsocera robertsi är en kackerlacksart som först beskrevs av Roth, L. M. 1985.  Hemithyrsocera robertsi ingår i släktet Hemithyrsocera och familjen småkackerlackor.
Artens utbredningsområde är Papua Nya Guinea. Inga underarter finns listade i Catalogue of Life.